# Monument à Lippens et De Bruyne
Le Monument à Lippens et De Bruyne est un groupe de sculptures en bronze sur la Zeedijk à Blankenberge en l'honneur d'Henri De Bruyne et Joseph Lippens, deux soldats belges tombés au service de la Force Publique pendant la guerre du Maniema en 1892. Le mémorial, créé par Guillaume Charlier, est inauguré en 1900.

## Historique
Le « comité de la statue De Bruyne » (Komiteit standbeeld De Bruyne), une association bruxelloise d'anciens coloniaux, a voulu honorer Henri De Bruyne avec une statue dans sa ville natale qui rendait hommage à son acte héroïque, à sa loyauté et à son amitié inconditionnelle avec Joseph Lippens. Il lance un concours en 1897, qui est remporté par le sculpteur Guillaume Charlier. La femme congolaise nue avec enfant qui faisait partie de sa conception a été omise lors du dévoilement en 1900, car le conseil municipal catholique considérait la nudité comme immorale. La protestation de Charlier n'a pas pu empêcher les statues congolaises de disparaître de l'entrepôt. Les frais des travaux ont été couverts par la collecte. L'État belge, Léopold II et la ville de Blankenberge ont apporté des contributions substantielles.
Pendant la Première Guerre mondiale, les statues ont été emportées par les Allemands et fondues dans le cadre de l'économie de guerre. Le 10 septembre 1922, une nouvelle version du groupe de sculptures est placée selon le dessin original de Charlier. L'artiste ne voulait mettre à disposition ses moules que si les statues congolaises étaient autorisées, et la mairie libérale a donné son accord. En remerciement, Charlier a fait don du groupe de sculptures Moedersmart à Blankenberge.
En 1977, le conseil municipal avait prévu de supprimer le monument colonial, mais cela a été refusé. En 1980, la statue devient patrimoine protégé.

## Description

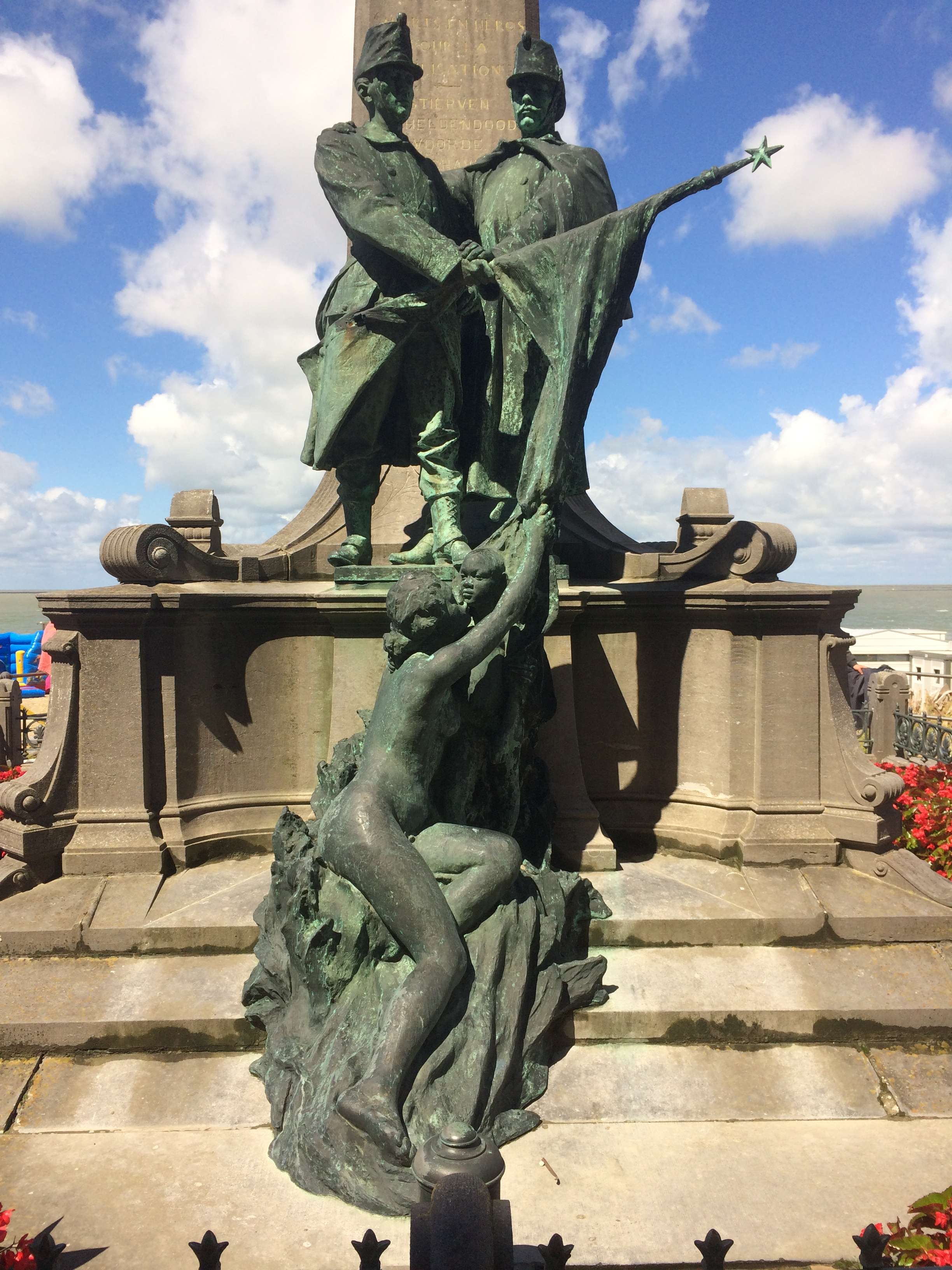
Le groupe de sculptures

Au centre se trouvent Lippens et De Bruyne, les bras croisés fraternels. À leurs pieds est assise une femme congolaise s'accrochant désespérément et presqu'avec supplication à leur bannière portant l'étoile à cinq branches de l'État indépendant du Congo. Cette posture illustre le rapport de subordination, accentuée par la nudité, qui existait à l’époque entre colonisateur et colonisé. Son fils en bas âge a été modelé par Charlier sur Paul Panda Farnana, qui poursuivra plus tard des études supérieures et fera campagne pour l'émancipation congolaise.
Le socle en pierre bleue de style Art nouveau porte l'inscription centrale : De Bruyne et Lippens / Morts en héros pour la civilisation / Stierven de heldendood voor de beschaving. Sur les côtés et au fond, trois bas-reliefs représentent la dernière conversation entre Lippens et de Bruyne, la mort de Lippens et la mort de De Bruyne. Sur le pilier au-dessus se trouvent des inscriptions explicatives en français et en néerlandais :
- Lieutenant au régiment de train tué à Kassonga le 12 Xber 1892 par un envoyé du sultan Sefu
- Le sergent De Bruyne du régiment de 2e ligne tué avec son supérieur Lippens pour qui il avait sacrifié sa liberté
- De Bruyne donne au monde un bel exemple de solidarité militaire en refusant la liberté et en n'abandonnant pas son supérieur

## Source
- « Le Monument Lippens-De Bruyne », Congo. Algemeen Tijdschrift van de Belgische Kolonie, no 4,‎ 1921, p. 578-579